# Kalmarsundsrevyn
Kalmarsundsrevyn är en revygrupp i Kalmar. Gruppen bildades 2011 av Anna och Martin Rydell och uppför sedan dess årliga nyårsrevyer på Kalmar teater.